# Imnäs
Imnäs är en by i Sollefteå kommun, Västernorrlands län, belägen vid Fjällsjöälven, 1,5 mil öster om Ramsele. Befolkning ca 25 (2016)
I närheten ligger kollektivet Skogsnäs.
Imnäs erbjuder ett brett utbud av aktiviteter och upplevelser.  I den natursköna omgivningen finns möjlighet att fiska året om.